# Bataille de Leyte
Pour les articles homonymes, voir Bataille du golfe de Leyte.
Seconde Guerre mondiale
Batailles
Campagne des Philippines
- Formose
- Leyte
- Golfe de Leyte
- Baie d'Ormoc
- Mindoro
- Maguindanao
- Golfe de Lingayen
- Luçon
- Col de Bessang
- Raid de Cabanatuan
- Bataan (1945)
- Manille (1945)
- Corregidor (1945)
- Baguio (1945)
- Raid de Los Baños
- Visayas
- Palawan
- Mindanao
- Jolo
- Davao
- Raid en mer de Chine méridionale

La bataille de Leyte est une bataille de la guerre du Pacifique durant la Seconde Guerre mondiale qui vit le débarquement et la reconquête de l'île de Leyte aux Philippines par les troupes américaines et la guérilla philippine, sous le commandement du général Douglas MacArthur, contre l'Armée impériale japonaise des Philippines commandée par le général Tomoyuki Yamashita. La bataille dura du 17 octobre au 31 décembre 1944 et lança la campagne des Philippines pour la reconquête et la libération de l'archipel, après trois ans d'occupation japonaise.
Dans leur débarquement puis leur avancée sur le territoire, les forces américaines furent également soutenues par la guérilla que menait la résistance philippine contre l'occupant japonais.
Dans le cadre du débarquement américain, se déroula en octobre 1944, à l'est de l'île, la bataille du golfe de Leyte, plus grande bataille navale de l'Histoire.

## Contexte

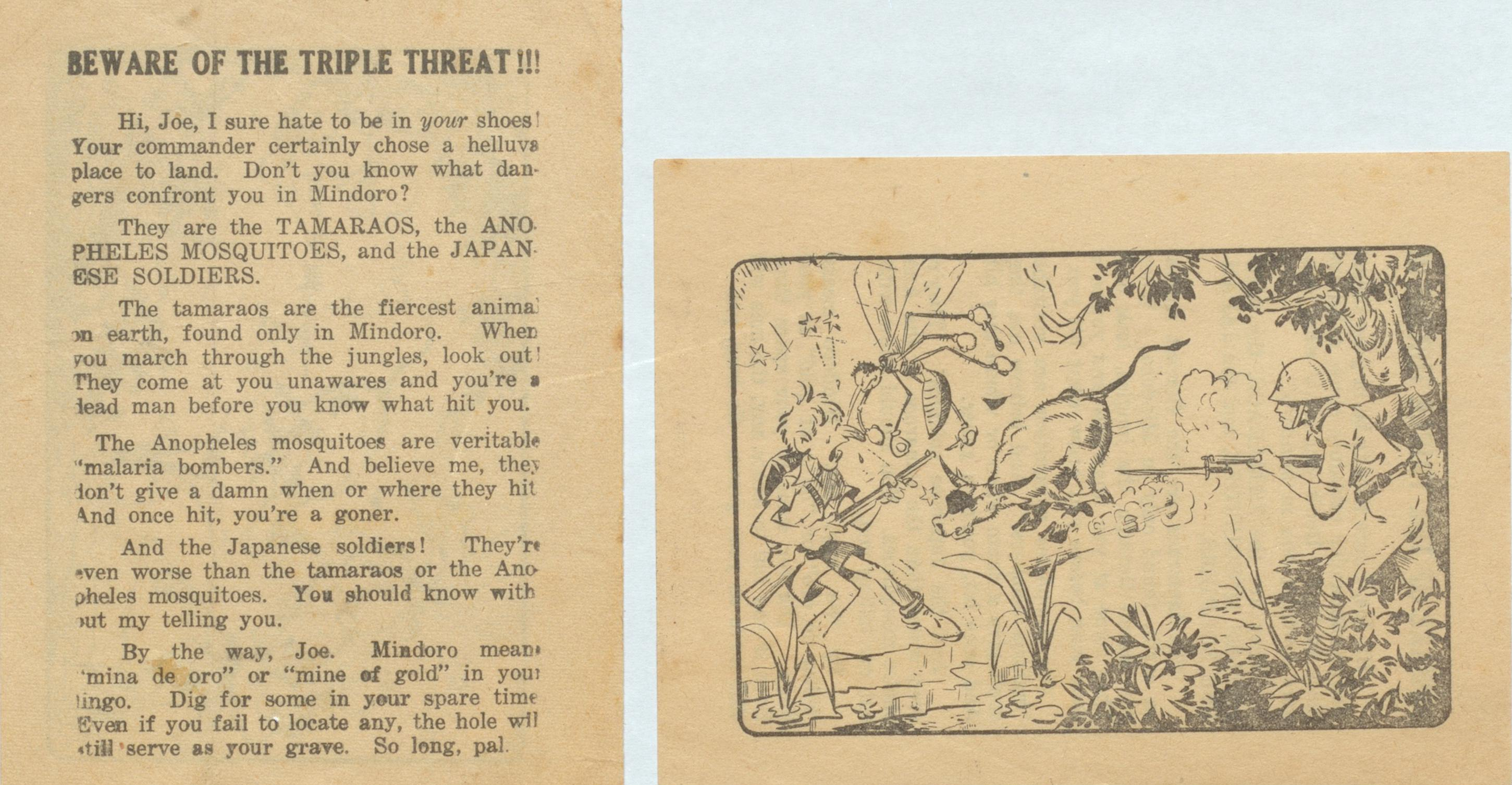
Tract japonais visant à décourager les troupes américaines de débarquer à Mindoro. Gare aux tamaraus, aux moustiques anophèles et aux soldats du Japon !

Les Philippines représentaient un objectif vital pour les forces alliées : la reprise de l'archipel couperait la route de Bornéo et de Sumatra, privant le Japon d'approvisionnement en pétrole et isolant les autres territoires occupés par les troupes japonaises, permettant en outre de lancer un assaut contre le Japon lui-même. La reconquête des Philippines était également une affaire personnelle pour Douglas MacArthur, qui avait dû fuir le pays à la fin de la première bataille des Philippines.
L'île de Leyte, l'une des plus grandes de l'archipel, présentait de nombreuses plages qui rendaient le terrain adapté pour un assaut amphibie. Les routes du détroit de San Juanico, reliant Leyte à Samar, étaient en outre adaptées pour des opérations de blindés et d'infanteries. La prise de Leyte permettrait à l'United States Army Air Forces d'installer des bases d'où l'ensemble de l'archipel pourrait être bombardé.
De nombreuses opérations de guérilla avaient en outre été menées à Leyte par la résistance philippine, ce qui laissait augurer d'un bon soutien de la population locale.

## Débarquement
Le débarquement à Leyte était l'une des opérations les plus ambitieuses menées par l'armée américaine dans le cadre de la guerre du Pacifique. MacArthur assurait le commandement des forces terrestres, maritimes et aériennes. Les manœuvres de débarquement commencèrent le 17 octobre, par des opérations de commando sur des petites îles du golfe de Leyte. Le 20 octobre, à 10 h du matin, après plusieurs heures de tirs nourris, les troupes de la 6e armée débarquèrent sur les plages de Leyte. À 13 h 30, MacArthur débarqua en personne et décréta le début de la libération des Philippines.

## Combats au sud de la vallée de Leyte
La 6e armée avança pendant plusieurs jours en rencontrant une résistance japonaise plutôt désordonnée. Tacloban, la capitale de la province, fut prise le 21 octobre. Le 23, MacArthur y présida une cérémonie décrétant la restauration de l'administration philippine.
La 24e division d'infanterie, commandée par Frederick A. Irving, avança dans la vallée de Leyte sous le feu nourri de troupes japonaises déterminées. Après plusieurs jours de combat, les troupes d'infanterie atteignirent le port de Carigara.
Deux autres divisions américaines avancèrent au sud de la vallée, qui comptait quatre bases aériennes. La 96e division du major-général James L. Bradley progressa dans les marais sous des tirs incessants. Le 31 octobre, les troupes américaines achevèrent le nettoyage de Catmon, prenant d'importantes réserves de matériel et d'artillerie.

## Contre-attaques japonaises
Du 23 au 26 octobre, les Japonais et les Américains s'affrontèrent en une bataille navale. Les Japonais furent repoussés, mais non sans avoir permis le débarquement à Leyte de 34 000 soldats en renfort.
Les Japonais organisèrent le 24 octobre une contre-attaque aérienne, bombardant les troupes américaines qui continuaient à débarquer. Les raids durèrent plusieurs jours, mais furent repoussés le 28 par l'aviation américaine.

## Combats au nord de la vallée de Leyte
Les renforts japonais perturbaient la stratégie américaine, en retardant les plans de reconquête des Philippines. La 6e armée livra bataille durant 17 jours, au terme desquels la plupart des objectifs avaient été atteints. Le général Walter Krueger organisa le nettoyage de la vallée d'Ormoc en réalisant une vaste opération pour prendre en tenaille les troupes japonaises.

## Défaite japonaise
Le 7 décembre, la 77e division d'infanterie arriva en renfort à l'ouest de Leyte, et permit à la 7e armée de reprendre sa marche vers le nord, prenant les défenseurs ennemis en tenaille. Après la chute d'Ormoc, la 77e division prit l'aérodrome de Valencia. La défense japonaise au nord de la vallée d'Ormoc fut particulièrement déterminée, l'armée japonaise bombardant les Américains avec des noix de coco évidées remplies d'acide picrique ou de grenades pourtant, la ville côtière de Palompon fut prise le 25 décembre. Le 28, les troupes américaines rejoignirent la côte ouest de Leyte. Les combats contre les derniers défenseurs japonais continuèrent jusqu'au 31 décembre.

#### Articles
- Patrick Facon, « La bataille aéronavale de Leyte (1re partie) », Le Fana de l'Aviation, Éditions Larivière, no 543,‎ février 2015 (lire en ligne)
- Pierre Royer, « Le combat en trois dimensions, La bataille du golfe de Leyte », Conflits, no 4,‎ janvier-février-mars 2015, p. 33-35.
- Bernard Millot (préf. Georges Golay), La Bataille aéronavale de Leyte: la reconquête des Philippines, 1944-1945, Paris (15-17 quai de l'Oise, 75019), Larivière, coll. « Docavia » (no 37), 1996, 288 p. (ISBN 2-907051-06-7)

#### Livres
- Comer Vann Woodward, La Bataille de Leyte, traduit de l'américain par le capitaine de frégate Rivalta & le lieutenant de vaisseau Serge Ouvaroff, éditions Les deux Sirènes, 1947, 262 p. + 6 cartes.
- Thomas J. Cutler, The Battle of Leyte Gulf - 23-26 October 1944, HarperCollins puis Naval Institute Press, Bluejacket books, 1994 et 2001